# لاري غلين
لاري غلين (بالإنجليزية: Larry Glenn)‏ هو سياسي أمريكي، ولد في 7 يناير 1947 في ميامي في الولايات المتحدة. نشط حزبياً في الحزب الديمقراطي. وقد انتخب عضو مجلس نواب أوكلاهوما.